# Gare de Berlin-Pankow-Heinersdorf
La gare de Berlin-Pankow-Heinersdorf est une gare ferroviaire de la ligne de Berlin à Szczecin. Elle est située dans le quartier de Pankow, près du quartier de Berlin-Heinersdorf, à Berlin en Allemagne.

## Situation ferroviaire
La gare de Berlin-Pankow-Heinersdorf est située sur la ligne de Berlin à Szczecin.
La gare dispose d'une plate-forme centrale reliée par un pont au bâtiment d'accueil. En plus des deux voies, qui circulent sur le S-Bahn, il y a deux autres lignes de chemin de fer.

## Histoire
La gare est mise en service le 1er octobre 1893. Entre 1912 et 1916, un bâtiment d'accueil est construit par les architectes Karl Cornelius et Ernst Schwartz. La gare est l'une des premières gares de S-Bahn électrifiées le 8 août 1924.
Vers la fin d'avril 1945, aucun train ne passe plus. Le 11 juin 1945, les trains à vapeur reviennent pour la première fois et le 13 août 1945, les S-Bahn les remplacent.
Lorsque le pont routier est récemment construit sur la Prenzlauer Promenade, la plate-forme est prolongée vers le nord-est en 1980. Le 10 mars 1983, la plate-forme étendue commence à fonctionner. L'ancien pont routier est construit en mai 1982. Sur le côté nord de la gare, il y a un autre accès aux voies. En mai 1984, la zone de desserte du centre de répartition, qui est également une plate-forme de surveillance, est installée.
L'ancien centre d'exploitation avec le château d'eau et la rotonde est fermé dans les années 1990. Au printemps 1997, le bâtiment d'accueil est largement restauré.